# 同性戀之語
51°31′31″N 0°07′31″W / 51.525361°N 0.125379°W
同性戀之語（Gay's the Word）是中倫敦的一家獨立書店，亦是英國最古老的LGBT書店。這座書店創建於1979年，曾經是英格蘭唯一的LGBT書店。  

## 外部連結
- website （页面存档备份，存于） of 'Gay's The Word'